# لويس-فيليب غوثير
لويس-فيليب غوثير هو سياسي كندي، ولد في 17 يناير 1876 في Gaspésie–Îles-de-la-Madeleine ‏ في كندا، وتوفي في 7 يوليو 1946. نشط حزبياً في حزب كندا المحافظ. وقد انتخب عضو مجلس العموم الكندي.